# Torcuato Mariano
Torcuato Mariano (Buenos Aires, 1963) é um guitarrista, compositor e produtor musical argentino.
Natural da Argentina, mudou-se para o Brasil em 1977, já na adolescência. Acompanhou em shows artistas de música popular brasileira como Léo Gandelman, Djavan, Gal Costa, Gilberto Gil, Cazuza, Caetano Veloso e Marina Lima.

## Discografia
- Diário (2004)
- Atelier (1995)
- Estação Paraíso (1993)